# セリアーテ
セリアーテ（伊: Seriate  ( 音声ファイル)）は、イタリア共和国ロンバルディア州ベルガモ県にある、人口約2万5000人の基礎自治体（コムーネ）。

## 地理

### 位置・広がり
ベルガモ県のコムーネ。県都ベルガモから東南東へ4kmの距離にある。

#### 隣接コムーネ
隣接するコムーネは以下の通り。
- アルバーノ・サンタレッサンドロ
- バニャーティカ
- ベルガモ
- ブルザポルト
- カルチナーテ
- カヴェルナーゴ
- ゴルレ
- グラッソッビオ
- オーリオ・アル・セーリオ
- ペドレンゴ

### 地震分類

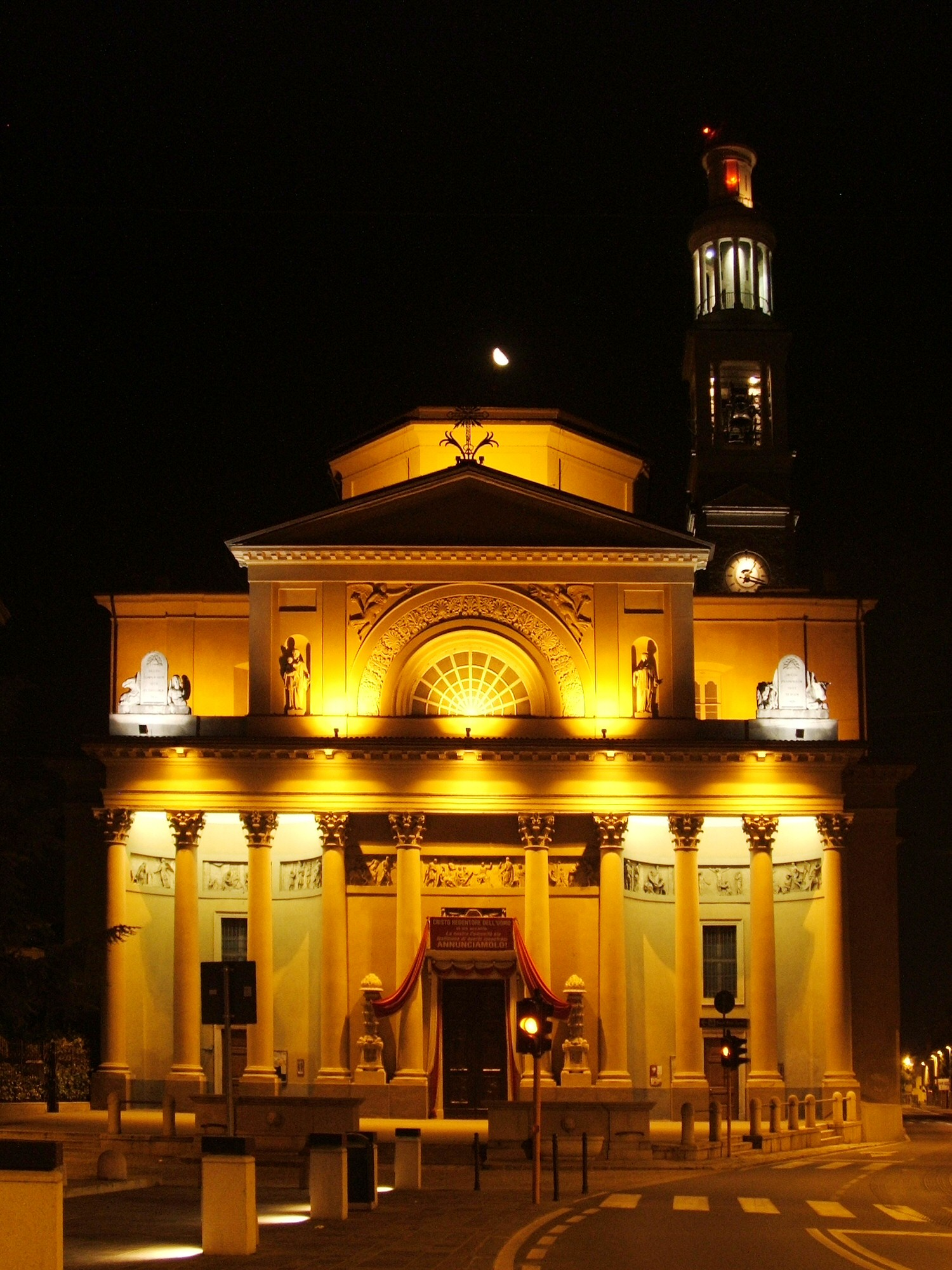
Notturna della chiesa parrocchiale

イタリアの地震リスク階級 (it) では、3 に分類される
。